# Temporada 2023-24 de la NBA
La temporada 2023-24 de la NBA fue la septuagésimo octava temporada de la historia de la competición norteamericana de baloncesto. El Draft de la NBA se celebró el 22 de junio de 2023, en el Barclays Center en Brooklyn, donde los San Antonio Spurs eligieron en la primera posición del draft al jugador francés Victor Wembanyama.El All-Star Game se celebró en el Gainbridge Fieldhouse de Indianápolis el 18 de febrero de 2024.

## Transacciones

### Retiradas
- El 14 de junio de 2023, Ekpe Udoh anunció su retiro de las pistas de baloncesto profesional para ser entrenador asistente de los Atlanta Hawks. Jugó para cuatro equipos NBA en su carrera de 13 años así como para varios equipos fuera de Estados Unidos.[2][3]
- El 18 de junio de 2023, Lou Williams dio a conocer que se retiraba de las pistas. Jugó para seis equipos de la NBA a lo largo de su carrera de 18 años como jugador, ganando el premio de Sexto Hombre del Año en tres ocasiones.[4]
- El 7 de julio de 2023, Luigi Datome anunció su retirada del baloncesto después de haber disputado la Copa Mundial de Baloncesto FIBA 2023. El italiano, a pesar de jugar la mayoría de su carrera fuera de Estados Unidos, disputó dos temporadas en la NBA con los Detroit Pistons y Boston Celtics respectivamente.[5]
- El 28 de julio de 2023, Udonis Haslem anunció su retirada de la NBA, tras 20 temporadas en la NBA, todas con los Miami Heat y ganando tres campeonatos en la franquicia.[6]Luego, se reuniría al equipo como vicepresidente de desarrollo de baloncesto.[7]Haslem, es junto a Dirk Nowitzki con los Dallas Mavericks y Kobe Bryant con Los Angeles Lakers; uno de los tres jugadores que pasaron al menos dos décadas con el mismo equipo.[8]
- El 29 de agosto de 2023, el chino Yi Jianlian anunció su retirada como jugador profesional, habiendo pasado cinco temporadas en la NBA con cuatro equipos distintos.[9]
- El 31 de agosto de 2023, Othello Hunter anunció su retiro de las pistas, habiendo jugado solamente dos temporadas en la NBA, ambas con los Atlanta Hawks y jugando la mayoría de su carrera en Europa.[10]
- El 29 de septiembre de 2023, Wayne Ellington anunció su retirada de la NBA tras 13 temporadas en 9 equipos distintos. Tras retirarse, fue contratado por los Miami Heat como coach de desarrollo de jugadores.[11]
- El 20 de octubre de 2023, Andre Iguodala anunció su retiro como baloncestista profesional, tras 19 temporadas en la NBA, en 4 equipos diferentes. Ganó cuatro campeonatos de la liga con los Golden State Warriors y fue coronado como MVP de las Finales NBA en 2015.[12]
- El 1 de diciembre de 2023, Terrence Ross en un episodio de su podcast anunció su retirada de la NBA, tras 11 temporadas y haber pasado por 3 franquicias distintas.[13]
- El 4 de enero de 2024, Ricky Rubio anunció su retiro de las pistas. El español disputó 13 temporadas en 5 equipos distintos.[14]
- El 31 de enero de 2024, Marc Gasol anunció su retirada del baloncesto profesional como jugador. Tras 14 temporadas con tres equipos distintos, el español fue galardonado con el premio de Mejor Defensor del Año en una ocasión y proclamándose campeón con los Toronto Raptors en 2019. También fue seleccionado en tres ocasiones como All-Star de la NBA.[15]
- El 11 de marzo de 2024, Otto Porter Jr anunció su retirada como jugador profesional. Disputó diez temporadas en 5 equipos distintos, proclamándose campeón con los Golden State Warriors en 2022.[16]
- El 2 de abril de 2024, Rajon Rondo anunció su retiro de la NBA. Disputó 16 temporadas en 9 equipos distintos, saliendo campeón con los Boston Celtics en 2008 y con Los Angeles Lakers en 2020. Asimismo, cuenta con cuatro selecciones al All-Star de la NBA, cuatro galardones de Mejor Defensor del Año y fue seleccionado al tercer quinteto All-NBA en 2012.[17]
- El 16 de abril de 2024, Blake Griffin anunció que se retiraba del baloncesto profesional, jugando 14 temporadas con cuatro equipos diferentes, principalmente con Los Angeles Clippers. Griffin cuenta con seis selecciones al All-Star de la NBA, tres selecciones al segundo quinteto All-NBA y dos al tercer quinteto All-NBA, así como haber ganado el premio al Rookie del Año en 2011.[18]

### Cambios de entrenadores
| Equipo               | Temporada 2022-23  | Temporada 2023-24                |
| Fuera de temporada   | Fuera de temporada | Fuera de temporada               |
| -------------------- | ------------------ | -------------------------------- |
| Detroit Pistons      | Dwane Casey        | Monty Williams                   |
| Houston Rockets      | Stephen Silas      | Ime Udoka                        |
| Toronto Raptors      | Nick Nurse         | Darko Rajaković                  |
| Milwaukee Bucks      | Mike Budenholzer   | Adrian Griffin                   |
| Phoenix Suns         | Monty Williams     | Frank Vogel                      |
| Philadelphia 76ers   | Doc Rivers         | Nick Nurse                       |
| Durante la temporada |                    |                                  |
| Milwaukee Bucks      | Adrian Griffin     | Joe Prunty (interino) Doc Rivers |
| Washington Wizards   | Wes Unseld Jr.     | Brian Keefe (interino)           |
| Brooklyn Nets        | Jacque Vaughn      | Kevin Ollie (interino)           |

#### Al término de la temporada pasada
- El 10 de abril de 2023, Dwane Casey renunció a su puesto como entrenador principal de los Detroit Pistons tras cinco temporadas finalizando con un récord general de 121-262. Pasó a ser gerente general del equipo.[19]
- Ese mismo día, 10 de abril de 2023, los Houston Rockets despidieron a Stephen Silas después de tres años sin apariciones del equipo en los playoffs y con marca negativa.[20]
- El 21 de abril de 2023, los Toronto Raptors despidieron a Nick Nurse tras cinco temporadas. Salió campeón en la temporada 2018-19, sin embargo, la última temporada no alcanzó playoffs.[21]
- El 25 de abril de 2023, los Rockets oficializaron la llegada de Ime Udoka como su nuevo entrenador principal.[22] Su contrato será por cuatro temporadas y 28.5 millones de dólares.[23]
- El 4 de mayo de 2023, los Milwaukee Bucks despidieron a Mike Budenholzer tras cinco temporadas. En todas estas, llegó al equipo de Wisconsin a play-offs, saliendo campeones en la temporada 2020-21. Pero la eliminación del equipo en primera ronda ante los Miami Heat en la temporada anterior fue lo que ocasionó su desvinculación.[24]
- El 13 de mayo de 2023, los Phoenix Suns despidieron a Monty Williams después de cuatro temporadas. En la temporada 2020-21 llevó al equipo a las Finales NBA siendo subcampeón ante los Bucks.[25]
- El 16 de mayo de 2023, los Philadelphia 76ers despidieron a Doc Rivers después de tres temporadas. En todas ellas llevó al equipo a playoffs, en todas alcanzando las semifinales de la Conferencia Este, aunque todas las terminó perdiendo y no logró ninguna presencia en las Finales NBA.[26]
- El 1 de junio de 2023, los 76ers contrataron a Nick Nurse como su nuevo entrenador.[27]
- Un día después, el 2 de junio de 2023, los Pistons oficializaron la contratación de Monty Williams como entrenador de la franquicia.[28] Firmó un contrato de 78.5 millones de dólares por seis temporadas, convirtiéndose en el entrenador mejor pagado de la historia de la NBA.[29]
- El 5 de junio de 2023, los Bucks anunciaron a Adrian Griffin como su nuevo entrenador principal.[30]
- Al día siguiente, 6 de junio de 2023, los Suns firmaron a Frank Vogel como el nuevo entrenador en reemplazo de Monty Williams.[31] Su contrato es de 31 millones de dólares por cinco temporadas.[32]
- El 13 de junio de 2023, los Raptors hicieron oficial la contratación del serbio Darko Rajaković como su nuevo entrenador.[33] Se especula que su contrato es por cuatro temporadas.[34]

#### Durante la temporada
- El 23 de enero de 2024, los Milwaukee Bucks despidieron a Adrian Griffin y Joe Prunty, su asistente, es nombrado entrenador interino.[35] Tres días después, el 26 de enero firmaron a Doc Rivers como entrenador principal.[36]
- El 25 de enero de 2024, los Washington Wizards anunciaron que Wes Unseld Jr. abandonaba su cargo como entrenador tras dos temporadas y media con el equipo y pasaba a formar parte de la dirigencia. Unseld Jr. tuvo un récord de 77–130 (.372) al mando de la franquicia.[37] Su asistente, Brian Keefe fue nombrado como entrenador interino por el resto de la temporada.[38]
- El 19 de febrero de 2024, los Brooklyn Nets destituyeron a Jacque Vaughn. Al mando de la franquicia, tuvo un récord de 71–68 (.511).[39]Su auxiliar, Kevin Ollie, tuvo un interinato en el cargo por el resto de la temporada. Tiene como experiencia haber dirigido en baloncesto universitario con los UConn Huskies de 2012 a 2018 y llevándolos a ser campeones nacionales en 2014.[40]

## Novedades
Se han aprobado dos cambios de reglas para la temporada 2023-24: 
- Dar la posibilidad al entrenador de sumar un segundo challenge si el primero es exitoso. Los equipos conservarán el primer tiempo muerto que deben utilizar para solicitar el challenge inicial, pero no lo tendrán de vuelta para el segundo, incluso si tiene éxito.

- Imponer un castigo más severo al jugador que incurra en la práctica del flopping. El jugador que sea sancionado recibirá una falta técnica no antideportiva y el rival dispondrá de un tiro libre. Los árbitros no tendrán que detener el juego para señalar la simulación, pueden esperar hasta la siguiente interrupción. Además, la posesión de la pelota no cambiará y el entrenador puede hacer challenge también de esta decisión.

Además habrá un torneo durante la temporada, el In-Season Tournament que se disputará paralelamente a la temporada regular desde el 3 de noviembre hasta el 9 de diciembre de 2023.

## Temporada regular
El calendario de esta nueva temporada se anunció el 17 de agosto de 2023, con los juegos del In-Season Tournament contando para la marca de la temporada regular.
También se anunció que los San Antonio Spurs jugarán dos partidos como local en el Moody Center de la Universidad de Texas en la ciudad de Austin para el 15 y 17 de marzo de 2024.
Asimismo, se continúa con la programación de la Serie Internacional de la NBA con dos partidos de temporada regular fuera de territorio estadounidense. El primero siendo en la Ciudad de México entre los Atlanta Hawks y el Orlando Magic, disputado el 9 de noviembre de 2023, en la Arena Ciudad de México. Y el otro, fue el 11 de enero de 2024 entre los Brooklyn Nets y los Cleveland Cavaliers disputado en el Accor Arena de París, Francia.

## NBA In-Season Tournament
La NBA presentó el nuevo Torneo de temporada de la NBA para la temporada 2023-24, y algunos de los partidos contarán para la clasificación de la temporada regular. Fue diseñado tomando como base la WNBA Commissioner's Cup y las competiciones con múltiples fases en el fútbol en Europa. El torneo se estructurará de la siguiente manera:
- Seis grupos intraconferencia de cinco equipos.
- Los martes y viernes de noviembre habrá partidos grupales contra cada uno de los otros equipos en su grupo (dos en casa y dos fuera de casa). Estos partidos seguirán contando como partidos de temporada regular.
- Los ganadores de cada grupo y dos wild card avanzarán a un torneo de eliminación simple.
- Las semifinales y final se jugarán en Las Vegas.
- Los jugadores del equipo campeón del torneo recibirán cada uno 500.000 dólares.
- Para compensar, la fórmula de programación de la temporada regular de la NBA se modificará para que solo se anuncien inicialmente 80 partidos para cada equipo durante la pretemporada. Las dos primeras rondas del torneo de temporada contarían como los partidos 81 y 82 de la temporada regular. La final sería un partido 83 adicional que no contaría para la temporada regular. A los equipos que no se clasifiquen para el torneo de la temporada, o que sean eliminados en los cuartos de final, se les programarán partidos adicionales para llegar a 82.

## Clasificaciones
Última actualización: 15 de abril de 2024 
Entre paréntesis, puesto que ocupan en la clasificación de la Conferencia.

### Conferencia Este
| División Atlántico     | División Atlántico | División Atlántico | División Atlántico | División Atlántico | División Atlántico | División Atlántico |
| ---------------------- | ------------------ | ------------------ | ------------------ | ------------------ | ------------------ | ------------------ |
| Equipos                | G                  | P                  | PCT                | PV                 | PP                 | PPR                |
| Boston Celtics (1)     | 64                 | 18                 | .780               | —                  | 120.6              | 109.2              |
| New York Knicks (2)    | 50                 | 32                 | .610               | 14.0               | 112.8              | 108.2              |
| Philadelphia 76ers (7) | 47                 | 35                 | .573               | 17.0               | 114.6              | 111.5              |
| Brooklyn Nets (11)     | 32                 | 50                 | .390               | 32.0               | 110.4              | 113.3              |
| Toronto Raptors (12)   | 25                 | 57                 | .305               | 39.0               | 112.4              | 118.8              |

| División Central        | División Central | División Central | División Central | División Central | División Central | División Central |
| ----------------------- | ---------------- | ---------------- | ---------------- | ---------------- | ---------------- | ---------------- |
| Equipos                 | G                | P                | PCT              | PV               | PP               | PPR              |
| Milwaukee Bucks (3)     | 49               | 33               | .598             | —                | 119.0            | 116.4            |
| Cleveland Cavaliers (4) | 48               | 34               | .585             | 1.0              | 112.6            | 110.2            |
| Indiana Pacers (6)      | 47               | 35               | .573             | 2.0              | 123.3            | 120.2            |
| Chicago Bulls (9)       | 39               | 43               | .476             | 10.0             | 112.3            | 113.7            |
| Detroit Pistons (15)    | 14               | 68               | .171             | 35.0             | 109.9            | 119.0            |

| División Sureste        | División Sureste | División Sureste | División Sureste | División Sureste | División Sureste | División Sureste |
| ----------------------- | ---------------- | ---------------- | ---------------- | ---------------- | ---------------- | ---------------- |
| Equipos                 | G                | P                | PCT              | PV               | PP               | PPR              |
| Orlando Magic (5)       | 47               | 35               | .573             | —                | 110.5            | 108.5            |
| Miami Heat (8)          | 46               | 36               | .561             | 1.0              | 110.1            | 108.4            |
| Atlanta Hawks (10)      | 36               | 46               | .439             | 11.0             | 118.3            | 120.5            |
| Charlotte Hornets (13)  | 21               | 61               | .256             | 26.0             | 106.6            | 116.8            |
| Washington Wizards (14) | 15               | 67               | .183             | 32.0             | 113.7            | 123.0            |

### Conferencia Oeste
| División Noroeste           | División Noroeste | División Noroeste | División Noroeste | División Noroeste | División Noroeste | División Noroeste |
| --------------------------- | ----------------- | ----------------- | ----------------- | ----------------- | ----------------- | ----------------- |
| Equipos                     | G                 | P                 | PCT               | PV                | PP                | PPR               |
| Oklahoma City Thunder (1)   | 57                | 25                | .695              | —                 | 120.1             | 112.7             |
| Denver Nuggets (2)          | 57                | 25                | .695              | —                 | 114.9             | 109.6             |
| Minnesota Timberwolves (3)  | 56                | 26                | .683              | 1.0               | 113.0             | 106.5             |
| Utah Jazz (12)              | 31                | 51                | .378              | 26.0              | 115.7             | 120.5             |
| Portland Trail Blazers (15) | 21                | 61                | .256              | 36.0              | 106.4             | 115.4             |

| División Pacífico          | División Pacífico | División Pacífico | División Pacífico | División Pacífico | División Pacífico | División Pacífico |
| -------------------------- | ----------------- | ----------------- | ----------------- | ----------------- | ----------------- | ----------------- |
| Equipos                    | G                 | P                 | PCT               | PV                | PP                | PPR               |
| Los Angeles Clippers (4)   | 51                | 31                | .622              | —                 | 115.6             | 112.3             |
| Phoenix Suns (6)           | 49                | 33                | .598              | 2.0               | 116.2             | 113.2             |
| Los Angeles Lakers (8)     | 47                | 35                | .573              | 4.0               | 118.0             | 117.4             |
| Sacramento Kings (9)       | 46                | 36                | .561              | 5.0               | 116.6             | 114.8             |
| Golden State Warriors (10) | 46                | 36                | .561              | 5.0               | 117.8             | 115.2             |

| División Suroeste        | División Suroeste | División Suroeste | División Suroeste | División Suroeste | División Suroeste | División Suroeste |
| ------------------------ | ----------------- | ----------------- | ----------------- | ----------------- | ----------------- | ----------------- |
| Equipos                  | G                 | P                 | PCT               | PV                | PP                | PPR               |
| Dallas Mavericks (5)     | 50                | 32                | .610              | —                 | 117.9             | 115.6             |
| New Orleans Pelicans (7) | 49                | 33                | .598              | 1.0               | 115.1             | 110.7             |
| Houston Rockets (11)     | 41                | 41                | .500              | 9.0               | 114.3             | 113.2             |
| Memphis Grizzlies (13)   | 27                | 55                | .329              | 23.0              | 105.8             | 112.8             |
| San Antonio Spurs (14)   | 22                | 60                | .268              | 28.0              | 112.1             | 118.6             |

### Eliminatoria 'Play-In'
| Play-In Conferencia Este |
| ------------------------ |

|  | 17 de abril | 17 de abril        | 17 de abril   |    |   | 19 de abril | 19 de abril | 19 de abril |   |            | Clasificados | Clasificados       | Clasificados |
|  |             |                    |               |    |   |             |             |             |   |            |              |                    |              |
|  | 7           | Philadelphia 76ers | 105           |    |   |             |             |             |   |            |              |                    |              |
|  | 8           | Miami Heat         | 104           |    |   |             |             |             |   |            | 7            | Philadelphia 76ers | 7.ºPO        |
|  |             |                    |               |    | 8 | Miami Heat  | 112         |             | 8 | Miami Heat | 8.ºPO        |                    |              |
|  |             | 9                  | Chicago Bulls | 91 |   |             |             |             |   |            |              |                    |              |
|  | 9           | Chicago Bulls      | 131           |    |   |             |             |             |   |            |              |                    |              |
|  | 10          | Atlanta Hawks      | 116           |    |   |             |             |             |   |            |              |                    |              |

| Play-In Conferencia Oeste |
| ------------------------- |

|  | 16 de abril | 16 de abril           | 16 de abril      |    |   | 19 de abril          | 19 de abril | 19 de abril |   |                      | Clasificados | Clasificados       | Clasificados |
|  |             |                       |                  |    |   |                      |             |             |   |                      |              |                    |              |
|  | 7           | New Orleans Pelicans  | 106              |    |   |                      |             |             |   |                      |              |                    |              |
|  | 8           | Los Angeles Lakers    | 110              |    |   |                      |             |             |   |                      | 8            | Los Angeles Lakers | 7.ºPO        |
|  |             |                       |                  |    | 7 | New Orleans Pelicans | 105         |             | 7 | New Orleans Pelicans | 8.ºPO        |                    |              |
|  |             | 9                     | Sacramento Kings | 98 |   |                      |             |             |   |                      |              |                    |              |
|  | 9           | Sacramento Kings      | 118              |    |   |                      |             |             |   |                      |              |                    |              |
|  | 10          | Golden State Warriors | 94               |    |   |                      |             |             |   |                      |              |                    |              |

## Playoffs
Los Playoffs de la NBA de 2024 dieron comienzo el sábado 20 de abril de 2024 y terminarán con las Finales de la NBA de 2024, en junio.
|  | Primera ronda     | Primera ronda        | Primera ronda          |   |                        | Semifinales de Conferencia | Semifinales de Conferencia | Semifinales de Conferencia |  |    | Finales de Conferencia | Finales de Conferencia | Finales de Conferencia |  |    | Finales de la NBA | Finales de la NBA | Finales de la NBA |
|  |                   |                      |                        |   |                        |                            |                            |                            |  |    |                        |                        |                        |  |    |                   |                   |                   |
|  | E1                | Boston Celtics       | 4                      |   |                        |                            |                            |                            |  |    |                        |                        |                        |  |    |                   |                   |                   |
|  | E8                | Miami Heat           | 1                      |   |                        |                            |                            |                            |  |    |                        |                        |                        |  |    |                   |                   |                   |
|  | E8                | Miami Heat           | 1                      |   | E1                     | Boston Celtics             | 4                          |                            |  |    |                        |                        |                        |  |    |                   |                   |                   |
|  |                   |                      |                        |   | E1                     | Boston Celtics             | 4                          |                            |  |    |                        |                        |                        |  |    |                   |                   |                   |
|  |                   | E4                   | Cleveland Cavaliers    | 1 |                        |                            |                            |                            |  |    |                        |                        |                        |  |    |                   |                   |                   |
|  | E4                | E4                   | Cleveland Cavaliers    | 1 | Cleveland Cavaliers    | 4                          |                            |                            |  |    |                        |                        |                        |  |    |                   |                   |                   |
|  | E4                |                      |                        |   | Cleveland Cavaliers    | 4                          |                            |                            |  |    |                        |                        |                        |  |    |                   |                   |                   |
|  | E5                | Orlando Magic        | 3                      |   |                        |                            |                            |                            |  |    |                        |                        |                        |  |    |                   |                   |                   |
|  | E5                | Orlando Magic        | 3                      |   |                        |                            |                            |                            |  | E1 | Boston Celtics         | 4                      |                        |  |    |                   |                   |                   |
|  | Conferencia Este  |                      |                        |   |                        |                            |                            |                            |  | E1 | Boston Celtics         | 4                      |                        |  |    |                   |                   |                   |
|  |                   | E6                   | Indiana Pacers         | 0 |                        |                            |                            |                            |  |    |                        |                        |                        |  |    |                   |                   |                   |
|  | E3                | E6                   | Indiana Pacers         | 0 | Milwaukee Bucks        | 2                          |                            |                            |  |    |                        |                        |                        |  |    |                   |                   |                   |
|  | E3                |                      |                        |   | Milwaukee Bucks        | 2                          |                            |                            |  |    |                        |                        |                        |  |    |                   |                   |                   |
|  | E6                | Indiana Pacers       | 4                      |   |                        |                            |                            |                            |  |    |                        |                        |                        |  |    |                   |                   |                   |
|  | E6                | Indiana Pacers       | 4                      |   | E6                     | Indiana Pacers             | 4                          |                            |  |    |                        |                        |                        |  |    |                   |                   |                   |
|  |                   |                      |                        |   | E6                     | Indiana Pacers             | 4                          |                            |  |    |                        |                        |                        |  |    |                   |                   |                   |
|  |                   | E2                   | New York Knicks        | 3 |                        |                            |                            |                            |  |    |                        |                        |                        |  |    |                   |                   |                   |
|  | E2                | E2                   | New York Knicks        | 3 | New York Knicks        | 4                          |                            |                            |  |    |                        |                        |                        |  |    |                   |                   |                   |
|  | E2                |                      |                        |   | New York Knicks        | 4                          |                            |                            |  |    |                        |                        |                        |  |    |                   |                   |                   |
|  | E7                | Philadelphia 76ers   | 2                      |   |                        |                            |                            |                            |  |    |                        |                        |                        |  |    |                   |                   |                   |
|  | E7                | Philadelphia 76ers   | 2                      |   |                        |                            |                            |                            |  |    |                        |                        |                        |  | E1 | Boston Celtics    | 4                 |                   |
|  |                   |                      |                        |   |                        |                            |                            |                            |  |    |                        |                        |                        |  | E1 | Boston Celtics    | 4                 |                   |
|  |                   | O5                   | Dallas Mavericks       | 1 |                        |                            |                            |                            |  |    |                        |                        |                        |  |    |                   |                   |                   |
|  | O1                | O5                   | Dallas Mavericks       | 1 | Oklahoma City Thunder  | 4                          |                            |                            |  |    |                        |                        |                        |  |    |                   |                   |                   |
|  | O1                |                      |                        |   | Oklahoma City Thunder  | 4                          |                            |                            |  |    |                        |                        |                        |  |    |                   |                   |                   |
|  | O8                | New Orleans Pelicans | 0                      |   |                        |                            |                            |                            |  |    |                        |                        |                        |  |    |                   |                   |                   |
|  | O8                | New Orleans Pelicans | 0                      |   | O1                     | Oklahoma City Thunder      | 2                          |                            |  |    |                        |                        |                        |  |    |                   |                   |                   |
|  |                   |                      |                        |   | O1                     | Oklahoma City Thunder      | 2                          |                            |  |    |                        |                        |                        |  |    |                   |                   |                   |
|  |                   | O5                   | Dallas Mavericks       | 4 |                        |                            |                            |                            |  |    |                        |                        |                        |  |    |                   |                   |                   |
|  | O4                | O5                   | Dallas Mavericks       | 4 | Los Angeles Clippers   | 2                          |                            |                            |  |    |                        |                        |                        |  |    |                   |                   |                   |
|  | O4                |                      |                        |   | Los Angeles Clippers   | 2                          |                            |                            |  |    |                        |                        |                        |  |    |                   |                   |                   |
|  | O5                | Dallas Mavericks     | 4                      |   |                        |                            |                            |                            |  |    |                        |                        |                        |  |    |                   |                   |                   |
|  | O5                | Dallas Mavericks     | 4                      |   |                        |                            |                            |                            |  | O5 | Dallas Mavericks       | 4                      |                        |  |    |                   |                   |                   |
|  | Conferencia Oeste |                      |                        |   |                        |                            |                            |                            |  | O5 | Dallas Mavericks       | 4                      |                        |  |    |                   |                   |                   |
|  |                   | O3                   | Minnesota Timberwolves | 1 |                        |                            |                            |                            |  |    |                        |                        |                        |  |    |                   |                   |                   |
|  | O3                | O3                   | Minnesota Timberwolves | 1 | Minnesota Timberwolves | 4                          |                            |                            |  |    |                        |                        |                        |  |    |                   |                   |                   |
|  | O3                |                      |                        |   | Minnesota Timberwolves | 4                          |                            |                            |  |    |                        |                        |                        |  |    |                   |                   |                   |
|  | O6                | Phoenix Suns         | 0                      |   |                        |                            |                            |                            |  |    |                        |                        |                        |  |    |                   |                   |                   |
|  | O6                | Phoenix Suns         | 0                      |   | O3                     | Minnesota Timberwolves     | 4                          |                            |  |    |                        |                        |                        |  |    |                   |                   |                   |
|  |                   |                      |                        |   | O3                     | Minnesota Timberwolves     | 4                          |                            |  |    |                        |                        |                        |  |    |                   |                   |                   |
|  |                   | O2                   | Denver Nuggets         | 3 |                        |                            |                            |                            |  |    |                        |                        |                        |  |    |                   |                   |                   |
|  | O2                | O2                   | Denver Nuggets         | 3 | Denver Nuggets         | 4                          |                            |                            |  |    |                        |                        |                        |  |    |                   |                   |                   |
|  | O2                |                      |                        |   | Denver Nuggets         | 4                          |                            |                            |  |    |                        |                        |                        |  |    |                   |                   |                   |
|  | O7                | Los Angeles Lakers   | 1                      |   |                        |                            |                            |                            |  |    |                        |                        |                        |  |    |                   |                   |                   |

Negrita - Ganador de las series

## Estadísticas
Actualizado a 28 de abril de 2024

### Líderes estadísticas individuales
| Categoría               | Jugador                 | Equipo                | Estadística |
| ----------------------- | ----------------------- | --------------------- | ----------- |
| Puntos por partido      | Luka Dončić             | Dallas Mavericks      | 33.9        |
| Rebotes por partido     | Domantas Sabonis        | Sacramento Kings      | 13.7        |
| Asistencias por partido | Tyrese Haliburton       | Indiana Pacers        | 10.9        |
| Robos por partido       | De'Aaron Fox            | Sacramento Kings      | 2.0         |
| Robos por partido       | Shai Gilgeous-Alexander | Oklahoma City Thunder | 2.0         |
| Tapones por partido     | Victor Wembanyama       | San Antonio Spurs     | 3.6         |
| Pérdidas por partido    | Trae Young              | Atlanta Hawks         | 4.4         |
| Faltas por partido      | Jaren Jackson Jr.       | Memphis Grizzlies     | 3.6         |
| Minutos por partido     | DeMar DeRozan           | Chicago Bulls         | 37.8        |
| % Tiros de campo        | Daniel Gafford          | Washington/Dallas     | 72.5%       |
| % Tiros libres          | Klay Thompson           | Golden State Warriors | 92.7%       |
| % Triples               | Grayson Allen           | Phoenix Suns          | 46.1%       |
| Eficiencia por partido  | Nikola Jokić            | Denver Nuggets        | 38.5        |
| Doble-dobles            | Domantas Sabonis        | Sacramento Kings      | 77          |
| Triple-dobles           | Domantas Sabonis        | Sacramento Kings      | 26          |

### Máximos individuales en un partido
| Categoría   | Jugador                 | Equipo                | Estadística |
| ----------- | ----------------------- | --------------------- | ----------- |
| Puntos      | Luka Dončić             | Dallas Mavericks      | 73          |
| Rebotes     | Jusuf Nurkić            | Phoenix Suns          | 31          |
| Asistencias | Tyrese Haliburton       | Indiana Pacers        | 23          |
| Robos       | Shai Gilgeous-Alexander | Oklahoma City Thunder | 7           |
| Robos       | Herbert Jones           | New Orleans Pelicans  | 7           |
| Robos       | Anthony Davis           | Los Angeles Lakers    | 7           |
| Robos       | Tre Mann                | Charlotte Hornets     | 7           |
| Tapones     | Victor Wembanyama       | San Antonio Spurs     | 10          |
| Triples     | Keegan Murray           | Sacramento Kings      | 12          |

### Líderes estadísticas por equipos
| Categoría                | Equipo                | Estadística |
| ------------------------ | --------------------- | ----------- |
| Puntos por partido       | Indiana Pacers        | 123.3       |
| Rebotes por partido      | Golden State Warriors | 46.7        |
| Asistencias por partido  | Indiana Pacers        | 30.8        |
| Robos por partido        | Oklahoma City Thunder | 8.5         |
| Robos por partido        | Philadelphia 76ers    | 8.5         |
| Tapones por partido      | Boston Celtics        | 6.6         |
| Tapones por partido      | Oklahoma City Thunder | 6.6         |
| Pérdidas por partido     | Utah Jazz             | 15.7        |
| Faltas por partido       | Indiana Pacers        | 21.4        |
| % Tiros de campo         | Indiana Pacers        | 50.7%       |
| % Tiros libres           | Utah Jazz             | 83.0%       |
| % Triples                | Oklahoma City Thunder | 38.9%       |
| Margen de victoria (+/-) | Boston Celtics        | +11.3       |

## Premios

### Reconocimientos individuales
| Premio                    | Ganador(es)                                 | Finalistas |
| ------------------------- | ------------------------------------------- | --- |
| MVP de la Temporada       | Nikola Jokić (Denver Nuggets)               | Shai Gilgeous-Alexander (Oklahoma City Thunder) Luka Dončić (Dallas Mavericks)                                                                |
| Mejor Defensor            | Rudy Gobert (Minnesota Timberwolves)        | Bam Adebayo (Miami Heat) Victor Wembanyama (San Antonio Spurs)                                                                                |
| Rookie del Año            | Victor Wembanyama (San Antonio Spurs)       | Chet Holmgren (Oklahoma City Thunder) Brandon Miller (Charlotte Hornets)                                                                      |
| Mejor Sexto Hombre        | Naz Reid (Minnesota Timberwolves)           | Bobby Portis (Milwaukee Bucks) Malik Monk (Sacramento Kings)                                                                                  |
| Jugador Más Mejorado      | Tyrese Maxey (Philadelphia 76ers)           | Alperen Şengün (Houston Rockets) Coby White (Chicago Bulls)                                                                                   |
| Clutch Player of the Year | Stephen Curry (Golden State Warriors)       | DeMar DeRozan (Chicago Bulls) Shai Gilgeous-Alexander (Oklahoma City Thunder)                                                                 |
| Entrenador del Año        | Mark Daigneault (Oklahoma City Thunder)     | Chris Finch (Minnesota Timberwolves) Jamahl Mosley (Orlando Magic)                                                                            |
| Ejecutivo del Año         | Brad Stevens (Boston Celtics)               | |
| Jugador Más Deportivo     | Tyrese Maxey (Philadelphia 76ers)           | |
| Social Justice Champion   | Karl-Anthony Towns (Minnesota Timberwolves) | Bam Adebayo (Miami Heat) CJ McCollum (New Orleans Pelicans) Lindy Waters III (Oklahoma City Thunder) Russell Westbrook (Los Angeles Clippers) |
| Compañero del Año         | Mike Conley, Jr. (Minnesota Timberwolves)   | |
| Mejor Ciudadano           | C. J. McCollum (New Orleans Pelicans)       | |
| Premio Hustle             | Alex Caruso (Chicago Bulls)                 | |

| - Mejor quinteto de la NBA: - Giannis Antetokounmpo, Milwaukee Bucks - Luka Dončić, Dallas Mavericks - Shai Gilgeous-Alexander, Oklahoma City Thunder - Nikola Jokić, Denver Nuggets - Jayson Tatum, Boston Celtics | - Segundo mejor quinteto de la NBA: - Jalen Brunson, New York Knicks - Anthony Davis, Los Angeles Lakers - Kevin Durant, Phoenix Suns - Anthony Edwards, Minnesota Timberwolves - Kawhi Leonard, Los Angeles Clippers | - Tercer mejor quinteto de la NBA: - Devin Booker, Phoenix Suns - Stephen Curry, Golden State Warriors - Tyrese Haliburton, Indiana Pacers - LeBron James, Los Angeles Lakers - Domantas Sabonis, Sacramento Kings |

| - Mejor quinteto defensivo de la NBA: - Bam Adebayo, Miami Heat - Anthony Davis, Los Angeles Lakers - Rudy Gobert, Minnesota Timberwolves - Herb Jones, New Orleans Pelicans - Victor Wembanyama, San Antonio Spurs | - Segundo mejor quinteto defensivo de la NBA: - Alex Caruso, Chicago Bulls - Jrue Holiday, Boston Celtics - Jaden McDaniels, Minnesota Timberwolves - Jalen Suggs, Orlando Magic - Derrick White, Boston Celtics |

| - Mejor quinteto de rookies: - Chet Holmgren, Oklahoma City Thunder - Jaime Jaquez Jr., Miami Heat - Brandon Miller, Charlotte Hornets - Brandin Podziemski, Golden State Warriors - Victor Wembanyama, San Antonio Spurs | - 2.º mejor quinteto de rookies: - Keyonte George, Utah Jazz - GG Jackson, Memphis Grizzlies - Dereck Lively II, Dallas Mavericks - Amen Thompson, Houston Rockets - Cason Wallace, Oklahoma City Thunder |

### Jugadores de la semana
Los siguientes jugadores fueron nombrados Jugadores de la Semana de las Conferencias Este y Oeste.
| Semana                            | Conferencia Este                              | Conferencia Oeste                                     | Ref.   |
| --------------------------------- | --------------------------------------------- | ----------------------------------------------------- | ------ |
| 24 al 29 de octubre               | Tyrese Maxey (Philadelphia 76ers) (1/1)       | Nikola Jokić (Denver Nuggets) (1/2)                   | [ 66 ] |
| 30 de octubre al 5 de noviembre   | Jayson Tatum (Boston Celtics) (1/1)           | Stephen Curry (Golden State Warriors) (1/1)           | [ 67 ] |
| 6 al 12 de noviembre              | Joel Embiid (Philadelphia 76ers) (1/3)        | Anthony Edwards (Minnesota Timberwolves) (1/1)        | [ 68 ] |
| 13 al 19 de noviembre             | Jalen Brunson (New York Knicks) (1/4)         | De'Aaron Fox (Sacramento Kings) (1/2)                 | [ 69 ] |
| 20 al 26 de noviembre             | Paolo Banchero (Orlando Magic) (1/1)          | Devin Booker (Phoenix Suns) (1/2)                     | [ 70 ] |
| 27 de noviembre al 3 de diciembre | Julius Randle (New York Knicks) (1/1)         | De'Aaron Fox (Sacramento Kings) (2/2)                 | [ 71 ] |
| 11 al 17 de diciembre             | Giannis Antetokounmpo (Milwaukee Bucks) (1/2) | Luka Dončić (Dallas Mavericks) (1/4)                  | [ 72 ] |
| 18 al 24 de diciembre             | Joel Embiid (Philadelphia 76ers) (2/3)        | Ja Morant (Memphis Grizzlies) (1/1)                   | [ 73 ] |
| 25 al 31 de diciembre             | Tyrese Haliburton (Indiana Pacers) (1/1)      | Shai Gilgeous-Alexander (Oklahoma City Thunder) (1/1) | [ 74 ] |
| 1 al 7 de enero                   | Jalen Brunson (New York Knicks) (2/4)         | Alperen Şengün (Houston Rockets) (1/1)                | [ 75 ] |
| 8 al 14 de enero                  | Bam Adebayo (Miami Heat) (1/1)                | Lauri Markkanen (Utah Jazz) (1/1)                     | [ 76 ] |
| 15 al 21 de enero                 | Joel Embiid (Philadelphia 76ers) (3/3)        | Kevin Durant (Phoenix Suns) (1/1)                     | [ 77 ] |
| 22 al 28 de enero                 | Giannis Antetokounmpo (Milwaukee Bucks) (2/2) | Devin Booker (Phoenix Suns) (2/2)                     | [ 78 ] |
| 29 de enero al 4 de febrero       | Trae Young (Atlanta Hawks) (1/1)              | Kawhi Leonard (Los Angeles Clippers) (1/1)            | [ 79 ] |
| 5 al 11 de febrero                | Donovan Mitchell (Cleveland Cavaliers) (1/1)  | Luka Dončić (Dallas Mavericks) (2/4)                  | [ 80 ] |
| 26 de febrero al 3 de marzo       | Jaylen Brown (Boston Celtics) (1/1)           | LeBron James (Los Angeles Lakers) (1/1)               | [ 81 ] |
| 4 al 10 de marzo                  | DeMar DeRozan (Chicago Bulls) (1/1)           | Luka Dončić (Dallas Mavericks) (3/4)                  | [ 82 ] |
| 11 al 17 de marzo                 | Jalen Brunson (New York Knicks) (3/4)         | Jalen Green (Houston Rockets) (1/1)                   | [ 83 ] |
| 18 al 24 de marzo                 | Derrick White (Boston Celtics) (1/1)          | Anthony Davis (Los Angeles Lakers) (1/1)              | [ 84 ] |
| 25 al 31 de marzo                 | Dejounte Murray (Atlanta Hawks) (1/1)         | Luka Dončić (Dallas Mavericks) (4/4)                  | [ 85 ] |
| 1 al 7 de abril                   | Kristaps Porziņģis (Boston Celtics) (1/1)     | Kyrie Irving (Dallas Mavericks) (1/1)                 | [ 86 ] |
| 8 al 14 de abril                  | Jalen Brunson (New York Knicks) (4/4)         | Nikola Jokić (Denver Nuggets) (2/2)                   | [ 87 ] |

### Jugadores del Mes
Los siguientes jugadores fueron nombrados Jugadores del Mes de las Conferencias Este y Oeste.
| Mes               | Conferencia Este                              | Conferencia Oeste                                     | Ref.   |
| ----------------- | --------------------------------------------- | ----------------------------------------------------- | ------ |
| octubre/noviembre | Jayson Tatum (Boston Celtics) (1/2)           | Nikola Jokić (Denver Nuggets) (1/1)                   | [ 88 ] |
| diciembre         | Giannis Antetokounmpo (Milwaukee Bucks) (1/1) | Shai Gilgeous-Alexander (Oklahoma City Thunder) (1/1) | [ 89 ] |
| enero             | Donovan Mitchell (Cleveland Cavaliers) (1/1)  | Devin Booker (Phoenix Suns) (1/1)                     | [ 90 ] |
| febrero           | Jayson Tatum (Boston Celtics) (2/2)           | Luka Dončić (Dallas Mavericks) (1/2)                  | [ 91 ] |
| marzo             | Jalen Brunson (New York Knicks) (1/1)         | Luka Dončić (Dallas Mavericks) (2/2)                  | [ 92 ] |

### Rookies del Mes
Los siguientes jugadores fueron nombrados Rookie del Mes de las Conferencias Este y Oeste.
| Mes               | Conferencia Este                         | Conferencia Oeste                           | Ref.   |
| ----------------- | ---------------------------------------- | ------------------------------------------- | ------ |
| octubre/noviembre | Jaime Jaquez Jr. (Miami Heat) (1/2)      | Chet Holmgren (Oklahoma City Thunder) (1/2) | [ 88 ] |
| diciembre         | Jaime Jaquez Jr. (Miami Heat) (2/2)      | Chet Holmgren (Oklahoma City Thunder) (2/2) | [ 89 ] |
| enero             | Brandon Miller (Charlotte Hornets) (1/3) | Victor Wembanyama (San Antonio Spurs) (1/3) | [ 90 ] |
| febrero           | Brandon Miller (Charlotte Hornets) (2/3) | Victor Wembanyama (San Antonio Spurs) (2/3) | [ 91 ] |
| marzo             | Brandon Miller (Charlotte Hornets) (3/3) | Victor Wembanyama (San Antonio Spurs) (3/3) | [ 92 ] |

### Entrenadores del Mes
Los siguientes entrenadores fueron nombrados Entrenadores del Mes de las Conferencias Este y Oeste.
| Mes               | Conferencia Este                      | Conferencia Oeste                          | Ref.   |
| ----------------- | ------------------------------------- | ------------------------------------------ | ------ |
| octubre/noviembre | Jamahl Mosley (Orlando Magic) (1/1)   | Chris Finch (Minnesota Timberwolves) (1/1) | [ 88 ] |
| diciembre         | Joe Mazzulla (Boston Celtics) (1/2)   | Tyronn Lue (Los Angeles Clippers) (1/2)    | [ 89 ] |
| enero             | Tom Thibodeau (New York Knicks) (1/1) | Tyronn Lue (Los Angeles Clippers) (2/2)    | [ 90 ] |
| febrero           | Erik Spoelstra (Miami Heat) (1/1)     | Steve Kerr (Golden State Warriors) (1/1)   | [ 91 ] |
| marzo             | Joe Mazzulla (Boston Celtics) (2/2)   | Ime Udoka (Houston Rockets) (1/1)          | [ 92 ] |

## Pabellones
- Esta temporada será la última en la que Los Angeles Clippers compartirán pabellón deportivo con Los Angeles Lakers en el Crypto.com Arena, puesto que para la siguiente temporada 2024-25 los Clippers se trasladarán a su nuevo recinto, el Intuit Dome, construido en Inglewood, California, y a poco más de cien metros del SoFi Stadium y de The Forum y a 5 km del Aeropuerto Internacional de Los Ángeles.[93]
- El 1 de julio de 2023, el pabellón donde Utah Jazz juega como local, conocido por varios años como Vivint Arena, retornó a su nombre original, Delta Center, puesto que la franquicia logró negociar nuevamente un acuerdo de denominación con Delta Air Lines.[94]
- El 3 de agosto de 2023, el pabellón donde San Antonio Spurs juegan como local cambió de nombre a Frost Bank Center.[95]Anteriormente era conocido como AT&T Center, denominación que tuvo por casi dos décadas.[96]
- El 20 de diciembre de 2023, el pabellón donde Orlando Magic juega como local cambió de nombre a Kia Center.[97]Anteriormente era conocido como Amway Center, denominación que tuvo por trece años desde su apertura en 2010.[98]

## Eventos notables de la temporada
- El 25 de julio de 2023, Jaylen Brown firmó una extensión de contrato por cinco años y con un valor de 304 millones de dólares con los Celtics, siendo esta la firma más alta en toda la historia de la liga.[99]
- El 25 de octubre de 2023, en la victoria por 126–119 de los Spurs sobre los Mavericks; Victor Wembanyama anotó tres triples en su debut como profesional en la temporada regular siendo la mejor marca de un novato de los Spurs en un solo juego. Sumado a ello, anotó nueve puntos en el último cuarto de dicho juego, siendo la tercera mejor marca de puntos en un solo periodo para una primera selección de draft en los últimos 25 años.[100]
- El 31 de octubre de 2023, Kevin Durant superó a Hakeem Olajuwon para colocarse en el lugar 12 en la lista de anotadores de toda la historia de la NBA.[101]
- El 1 de noviembre de 2023, en la victoria por 130–125 de los Lakers sobre los Clippers, LeBron James convirtió 35 puntos, siendo este su partido número 81 registrando al menos 30 puntos tras cumplir 35 años desde diciembre del 2019, superando a Karl Malone para ser el jugador con más juegos con 30 puntos y con al menos 35 años de edad.[102]
- También el 1 de noviembre de 2023, con un triple ante los Kings, Stephen Curry se convirtió en el primer jugador en registrar al menos un triple en 250 partidos consecutivos.[103]
- El 6 de noviembre de 2023, Nikola Jokić superó a LeBron James y a Jason Kidd para escalar al cuarto lugar de la lista histórica de triple-dobles de la NBA.[104]
- El 14 de noviembre de 2023, en el partido contra los Grizzlies, los Lakers registraron su mayor porcentaje de triples en todo un juego al menos intentando 35 tiros de tres puntos, siendo un 62.9% de efectividad (22 de 35; D'Angelo Russell convirtió seis de esos 22).[105]
- El 14 de noviembre de 2023, en el encuentro entre Warriors y Timberwolves se desató un altercado en el que Draymond Green agarró del cuello a Rudy Gobert, y en el que también estuvieron involucrados Klay Thompson y Jaden McDaniels.[106]Al final, Green fue suspendido por cinco partidos y todos los jugadores mencionados fueron multados con 25 mil dólares.[107]
- El 15 de noviembre de 2023, LeBron James se situó quinto en la lista histórica de triple-dobles de la NBA, superando a Jason Kidd.[108]También se convirtió en el segundo jugador con mayor edad en registrar un triple-doble, solo por detrás de Karl Malone, el más longevo.[109]
- El 18 de noviembre de 2023, Giannis Antetokounmpo se convirtió en el jugador más joven en conseguir 16 mil puntos, 7 mil rebotes y 3 mil asistencias de carrera en toda la historia de la NBA.[110]
- El 19 de noviembre de 2023, LeBron James superó a Clyde Drexler para ubicarse octavo en la lista histórica de más robos en la NBA.[111] Dos días después, el 21 de noviembre, el mismo James se convirtió en el primer jugador en llegar a 39 mil puntos de carrera,[112] así como escalar al séptimo puesto en la lista histórica de triples, dejando atrás a Vince Carter.[113]
- El 25 de enero de 2024, LeBron James fue seleccionado para su vigésimo All-Star Game, rompiendo así la marca que compartía con Kareem Abdul-Jabbar.[114]
- El 26 de enero de 2024, Luka Dončić anotó 73 puntos en el partido contra Atlanta Hawks, siendo esta la mayor marca de puntos en un solo juego NBA desde los 81 puntos que consiguió Kobe Bryant en 2006.[115]
- El 2 de marzo de 2024, en el juego contra los Nuggets, LeBron James se convirtió en el primer jugador en llegar a la histórica marca de 40 mil puntos.[116]